# Старая Чигла
Старая Чигла — село в Аннинском районе Воронежской области России.
Административный центр Старочигольского сельского поселения.

## Население
| 1859 | 1897  | 2000  | 2005 | 2010 |
| ---- | ----- | ----- | ---- | ---- |
| 4053 | ↘2969 | ↘1171 | ↘993 | ↘792 |

## География
Расположено на реке Битюг.
Ближайшие сёла: Старая Тойда.

### Улицы
- ул. Колхозная,
- ул. Ленина,
- ул. Луговая,
- ул. Мира,
- ул. Молодёжная,
- ул. Набережная,
- ул. Садовая,
- ул. Строителей,
- ул. Труда.

## История
Первые поселенцы упоминаются в 1697—1698 годах. В 1699 году село было уничтожено по приказу Петра I, так как было основано незаконно. На их место в 1701 году были переселены дворцовые крестьяне. Село тогда называлось Чиглянск.
В 1858 году в селе была построена каменная церковь Казанской иконы Божией Матери, сохранившаяся до наших дней.
Здесь, на правой стороне Битюга, напротив устья речки Чиглы, впадающей с противоположной стороны, в 1685 году побывал Иван Жолобов, который записал: «…И в том Чиглянском юрту изба, а в ней жители Семён Паренаго с товарищи…». В 1698 году по сведениям воеводы города Старого Оскола И. И. Тевяшова в Чиглянской слободе у «татарского перелазу» насчитывалось уже 420 жителей, в основном черкассов — украинцев. С этого времени эта земля твёрдо закрепилась за Российским государством.
Село, расположившееся в живописной местности, в каждом столетии переживало и подъём и спад; в 18 веке массовое переселение в село из центральной России, в 19 веке развитие ремёсел и торговли, по надгробиям около построенных двух церквей можно было судить, что жили здесь не только крепостные и дворцовые крестьяне, но и дворяне и купечество.
По переписи 1898 года в Старой Чигле проживало 4000 человек, а по переписи 1959 года более 3000.
Отмена сельхозналога с подворий и введение денежной оплаты труда позволило с 1960 по 1970 годы перестроить все избы с соломенными крышами на «пятистенки» и «крестовики» под шифером и железом. Появилась новая средняя школа и две начальных с общим числом учеников более 450, открылся родильный дом, установили водоразборные колонки, асфальтированное шоссе соединило село с трассой Анна — Бобров, возведён памятник односельчанам, погибшим на фронтах Отечественной войны, на нём выбиты 317 фамилий.
По переписи 2002 года в селе проживало только 927 человек и в деревне Загорщино 204 человека. Старочигольское поселение состоит из трёх частей: низменной «дворцовки» у впадения речки Чиглы в Битюг и двух нагорных, «барщины» и Загорщина, с прекрасными видами на поднимающуюся к востоку и югу пойму Битюга с Хреновским бором. Перепись 2010 года показала, что население уменьшилось ещё на 10 %. Численность учеников не превышает 100.
О Старой Чигле член Союза писателей Анна Вальцева написала повесть «Осень в Щеглах».

## Инфраструктура
В 2011 году в село пришёл газ, в тёмное время суток автоматически включается уличное освещение, благодаря высоким приёмно-передающим антеннам трёх районов (село на стыке Аннинского, Бобровского и Таловского районов) обеспечиваются устойчивая мобильная связь и приём телевидения (ОРТ и РОССИЯ), в некоторых домах есть спутниковое телевидение и Интернет. Почти все улицы села не имеют дорог с твёрдым покрытием. По улице Труда, выложенной булыжником и гравием, отказываются ездить рейсовые автобусы Анна — Старая Чигла, дорога в течение тридцати лет не ремонтировалась. Асфальт проложен только по Молодёжной улице до центра села. Территория вокруг памятника погибшим воинам в ужасном состоянии. Сам памятник требует капитального ремонта. Восстановление церкви прекращено из-за отсутствия средств. Последствия пожара 2010 года на сельском кладбище устранены. Установлена металлическая ограда и приведена в надлежащий порядок территория перед памятником воинам, погибшим в 1941-1945 гг.